# Désiré-Alexandre Batton
Désiré-Alexandre Batton (París, 1797 - idm. 1855) fou un compositor francès del Romanticisme.
Fou deixeble de Cherubini va guanyar el premi de composició al Institut el 1817 per una cantata titulada La mort d'Adonis. Va compondre per al teatre de Feydeau La Fenétre secrète, òpera còmica en tres actes. Pensionat pel govern viatjà per Itàlia i Alemanya fins al 1823; de retorn estrenà l'òpera Ethelvina (1827), que fracassà, el mateix que Le prisonnier d'Etat (1828) i Le camp du drap d'or, en col·laboració amb Leborne i Rifaut. En col·laboració també amb Ferdinand Hérold, Michele Carafa i Daniel Auber escriví La marquise de Brinvilliers (1832), que assolí una acollida excel·lent, tornant altra vegada a fracassar amb la Remplaçant (1837). Nomenat inspector de les sucursals del Conservatori (1842), aconseguí el 1849 la classes de conjunt de música vocal.